# Grădina
Grădina là một xã ở hạt Constanţa, România.
Xã này có 3 làng:
- Grădina (tên lịch sử: Toxoff, tiếng Thổ Nhĩ Kỳ: Dokuzsofu)
- Casian (tên lịch sử: Şeramet)
- Cheia (tên lịch sử: Chirişlic, tiếng Thổ Nhĩ Kỳ: Kirişlik)